# Overgangsisolans
Overgangsisolans er en betegnelse for konvektion og varmestråling og har forskellige værdier afhængig af varmestrømmens retning (opad, nedad, vandret).
Hvis retningen er ukendt bruger værdierne:
- Rindvendig=0,13 (m²•K)/W
- Rudvendig=0,04 (m²•K)/W

Hvis retninger er kendt kan værdierne findes på følgende tabel:
|     | Retning på varmestrømmen |         |       |
|     | Opad                     | Vandret | Nedad |
| Rsi | 0,1                      | 0,13    | 0,17  |
| Rse | 0,04                     | 0,04    | 0,04  |